# 7 Rings
「7 Rings」（セブン・リングス）は、アメリカの歌手アリアナ・グランデの曲。この曲は、5枚目のスタジオ・アルバム『Thank U, Next』からの2枚目のシングルとして、2019年1月18日にリパブリック・レコードからリリースされた。

## 背景とリリース
グランデは「Thank U, Next」のミュージック・ビデオで初めてこの曲をからかったが、その中でこのインストゥルメンタルの最初の数秒がオープニング・シーケンスで使用されており、彼女が運転する車のナンバープレートには「7 Rings」と書かれている。動画が公開された翌日、彼女は「7 Rings」の存在を認め、そのきっかけとなった瞬間をTwitterで明かした。
歌手はこの曲を「友情賛歌」と表現し、後にリリース日である1月18日とともにシングルのアートワークをインスタグラムに投稿した。